# استیتن‌ویل (جورجیا)
استیتن‌ویل (به انگلیسی: Statenville) یک منطقهٔ مسکونی در ایالات متحده آمریکا است که در Echols County واقع شده‌است. استیتن‌ویل ۱۲٫۰ کیلومتر مربع مساحت و ۱٬۰۴۰ نفر جمعیت دارد و ۴۲٫۰۶ متر بالاتر از سطح دریا واقع شده‌است.